# Panamerikanische Spiele 2015/Badminton
Badminton wurde bei den Panamerikanischen Spielen 2015 in Toronto vom 11. bis zum 16. Juli im Markham Pan Am Centre gespielt.

## Medaillengewinner
| Disziplin    | Gold                             | Silber                         | Bronze                        |
| ------------ | -------------------------------- | ------------------------------ | ----------------------------- |
| Herreneinzel | Kevin Cordón                     | Andrew D’Souza                 | Osleni Guerrero               |
| Herreneinzel | Kevin Cordón                     | Andrew D’Souza                 | Howard Shu                    |
| Dameneinzel  | Michelle Li                      | Rachel Honderich               | Iris Wang                     |
| Dameneinzel  | Michelle Li                      | Rachel Honderich               | Jamie Subandhi                |
| Herrendoppel | Phillip Chew Sattawat Pongnairat | Hugo Arthuso Daniel Paiola     | Willian Cabrera Nelson Javier |
| Herrendoppel | Phillip Chew Sattawat Pongnairat | Hugo Arthuso Daniel Paiola     | Job Castillo Lino Muñoz       |
| Damendoppel  | Eva Lee Paula Obanana            | Lohaynny Vicente Luana Vicente | Rachel Honderich Michelle Li  |
| Damendoppel  | Eva Lee Paula Obanana            | Lohaynny Vicente Luana Vicente | Alexandra Bruce Phyllis Chan  |
| Mixed        | Phillip Chew Jamie Subandhi      | Toby Ng Alexandra Bruce        | Alex Tjong Lohaynny Vicente   |
| Mixed        | Phillip Chew Jamie Subandhi      | Toby Ng Alexandra Bruce        | Mario Cuba Katherine Winder   |

## Teilnehmende Nationen
- Argentinien 6
- Barbados 2
- Brasilien 8
- Kanada 6
- Chile 4
- Costa Rica 2
- Kuba 7
- Dominikanische Republik 4
- El Salvador 2
- Guatemala 8
- Guyana 2
- Jamaika 4
- Mexiko 8
- Peru 8
- Suriname 2
- Trinidad und Tobago 1
- Vereinigte Staaten 8
- Venezuela 2

## Medaillenspiegel
| Rang  | Land                    | Gold | Silber | Bronze | Gesamt |
| ----- | ----------------------- | ---- | ------ | ------ | ------ |
| 1     | Vereinigte Staaten      | 3    | 0      | 3      | 6      |
| 2     | Kanada                  | 1    | 3      | 2      | 6      |
| 3     | Guatemala               | 1    | 0      | 0      | 1      |
| 4     | Brasilien               | 0    | 2      | 1      | 3      |
| 5     | Kuba                    | 0    | 0      | 1      | 1      |
| 5     | Dominikanische Republik | 0    | 0      | 1      | 1      |
| 5     | Mexiko                  | 0    | 0      | 1      | 1      |
| 5     | Peru                    | 0    | 0      | 1      | 1      |
| Total | Total                   | 5    | 5      | 10     | 20     |